# Combs Ford
Combs Ford – część podmieścia Stowmarket, w Anglii, w hrabstwie Suffolk. Leży 17 km na północny zachód od miasta Ipswich i 107 km na północny wschód od Londynu.